# 611 TCN
611 TCN là một năm trong lịch La Mã.